# Yann Danis
Yann Joseph Richard Danis, född 21 juni 1981, är en kanadensisk professionell ishockeymålvakt som tillhör NHL-organisationen New Jersey Devils och spelar för deras primära samarbetspartner Albany Devils i American Hockey League (AHL). Han har tidigare spelat för Montreal Canadiens, New York Islanders och Edmonton Oilers i NHL och HK Amur Chabarovsk i Kontinental Hockey League (KHL) och på lägre nivåer för Hamilton Bulldogs, Bridgeport Sound Tigers, Oklahoma City Barons, Adirondack Phantoms, Norfolk Admirals och Hartford Wolf Pack i AHL och Brown Bears (Brown University) i National Collegiate Athletic Association (NCAA).
Han blev aldrig draftad av någon NHL-organisation.